# 我控诉…！

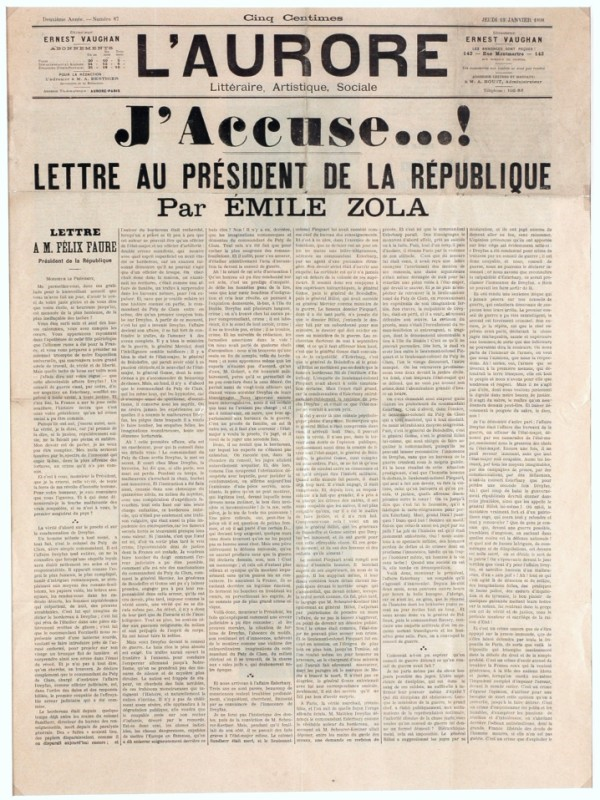
《震旦报》1898年1月13日头版头条大字书写左拉的J'Accuse...! （法语：我控诉）标题，控诉德雷福斯事件 。标题写做：《我控诉！——致共和国总统的一封信》（法语：J'Accuse...! :Lettre au president de la republique）--巴黎猶太藝術與歷史博物館

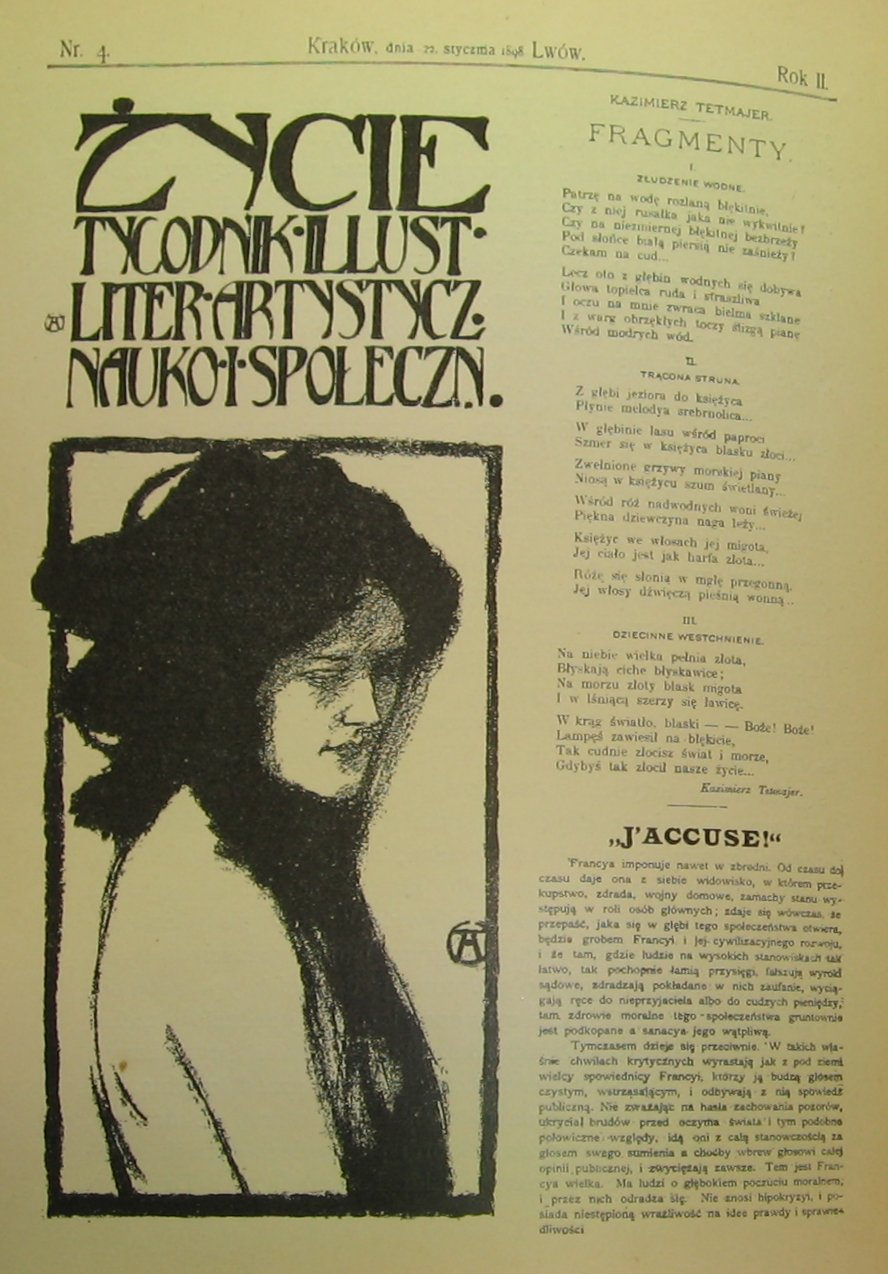
波兰《生活》杂志报道左拉的信以及德雷福斯事件的版面。

我控诉...! （音标: [ʒaˈkyz]）是法国作家左拉于1898年1月13日发表在《震旦报》上的一封公开信。
在信中，左拉向总统弗朗索瓦·菲利·福尔控诉了政府的反犹太主义以及其对法国陆军军官阿尔弗雷德·德雷福斯的非法拘禁，而德雷福斯本人在此前则被认定间谍而判处终身监禁。左拉在信中直言本案的不公，并控诉对德雷福斯的判决缺乏切实证据。这一封信一经付印即引起法国国内外的极大反响，左拉本人则被控诽谤。法院在1898年2月23日判其有罪，而为逃离监禁，左拉逃到英国，直至1899年6月才返回法国。
也有其它出版物为德雷福斯伸张冤情，例如1896年11月法国犹太裔批评家贝尔纳·拉扎尔的《正义的流产：德雷福斯丑闻的真相》。但缘于这封信的流行，即便在英语世界，法语的“我控诉...!”（J'accuse! ）也成为了表达愤慨谴责、对抗某些权贵的共同通用语。

## 拓展阅读
- Wilkes, Donald E., Jr. . Flagpole Magazine 12. 11 February 1998: 12  [28 January 2011]. OCLC 30323514. （原始内容存档于2016-05-28）.